# Heinrich Merté
Heinrich Merté (* 28. September 1838 in Darmstadt; † 28. November 1917 in München) war ein deutscher Maler und Illustrator.

## Leben
Heinrich Merté wurde 1838 in Darmstadt geboren. Seine künstlerische Ausbildung  begann er um 1860 an der Zeichenschule im Großherzoglichen Schloss bei dem Landschaftsmaler Karl Ludwig Seeger. Im Jahr 1863 wechselte er an die Stuttgarter Kunstakademie zu Heinrich Franz Gaudenz. Nach seinem Abschluss ließ er sich 1870 in München nieder. Sein zeichnerisches Talent führten ihn zur Illustration, aber auch als Maler von Genrebildern fand er Anerkennung. Im Alter nahmen seine Illustrationsaufträge stark ab. Ein sich wandelnder Kunstgeschmack und neue Reproduktionsverfahren führten zu einem Absatzeinbruch, sodass er in späten Jahren kaum noch Aufträge bekam.

## Werk
Sein Wissen um geschichtliche Zusammenhänge und seine Kenntnisse der Kostüm- und Architekturgeschichte führten zu einem detailreichen buchgestalterischen Werk. Außerdem malte Merté Interieurs und Bauernszenen wie auch bayerische Landschaften.